# Merseburger Nekrolog
Das Nekrolog des Domkapitels von Merseburg (lateinisch: Necrologium Merseburgensis cathedralis capituli), auch Merseburger Nekrolog oder Totenbuch von Merseburg, ist ein handschriftlicher Kalender, in den in den Jahren 1017 bis 1018 die Todestage von 714 Verstorbenen eingetragen wurden. In einer ersten Eintragungsschicht aus dem Jahr 1017 wurden Namen aus dem Umfeld des damaligen Merseburger Bischofs Thietmar aufgenommen. Eine Ergänzungsschicht aus dem Jahr 1018 enthält die Angehörigen der ottonischen Königsfamilie. Der Kalender selbst entstand im 10. Jahrhundert im Kloster St. Gallen. Heute befindet sich das Nekrolog als Blatt 1r bis 8r eingebunden in den Codex 129 der Merseburger Domstiftsbibliothek in Merseburg.
Für das Adelsgeschlecht der Liudolfinger, die von 919–1024 nacheinander im ostfränkisch-deutschen Reich fünf Herrscher stellten, gilt das Merseburger Nekrolog als wichtigstes Zeugnis ihrer Memoria.

## Corpus
Das Merseburger Nekrolog befindet sich auf den ersten 8 des aus insgesamt 221 Pergamentblättern bestehenden Codex 129 der Merseburger Domstiftsbibliothek. Von den beiden ersten Blättern sind nur noch zwei kleine Schnipsel vorhanden, so dass die Nekrologeintragungen im Kalender ab dem 17. März überliefert sind. Der Kalender wurde nicht in Merseburg angefertigt, sondern im Kloster St. Gallen. Das ergibt sich aus den im Kalender vom Verfasser eingetragenen Gedenktagen für die im Kloster St. Gallen besonders verehrten Heiligen. Gerd Althoff vermutet, Heinrich II. könnte den Codex mit dem darin eingebundenen Kalender dem Bistum Merseburg anlässlich seiner Wiedereinrichtung im Jahr 1004 als Ausstattung geschenkt haben.
Bei der Ankunft des Codex 129 in Merseburg befanden sich im Kalender noch keine Nekrologeinträge; sie wurden erst dort vorgenommen. Dabei erfolgten die Eintragungen anders als bei vergleichbaren Totenbüchern nicht über Jahrhunderte, sondern im Wesentlichen in zwei kurz aufeinanderfolgenden Schritten.

## Eintragungen
Die erste Schicht der Eintragungen aus der Zeit kurz vor dem 22. Mai 1017 enthält hauptsächlich die Namen von Männern und Frauen aus dem Umfeld des im Jahre 1018 verstorbenen Merseburger Bischof Thietmar. Dazu gehören seine Eltern Kunigunde und Siegfried, seine Großeltern mütterlicherseits Heinrich von Stade und dessen Frau Judith und sein Urgroßvater Liuthar, daneben kirchliche Würdenträger wie der Halberstädter Bischof Hildeward und andere.
Über zwei Drittel der insgesamt mehr als 700 Namen wurden zwischen Herbst 1017 und dem Frühjahr 1018 im Merseburger Nekrolog verzeichnet. Sie bilden die zweite Eintragungsschicht, auch als Ergänzungsschicht bezeichnet. Das Namensgut der Ergänzungsschicht stammt zum größten Teil aus einer Quedlinburger Vorlage, sehr wahrscheinlich einem dort geführten, heute verschollenem Nekrolog. Schon äußerlich unterscheidet sich die Ergänzungsschicht von den vorangegangenen Eintragungen durch eine feine Minuskelschrift, während die erste Eintragungsschicht wie die wenigen Nachträge mit einer dicken Feder geschrieben wurden. Der Personenkreis der Ergänzungsschicht umfasst alle Angehörigen der ottonischen Königsfamilie, teilweise mit für ein Nekrolog ungewöhnlichen Notizen aus dem Leben einzelner Familienmitglieder, wie etwa die Entführung und Befreiung der Kaiserin Adelheid oder den Geburtstag Heinrich II. Daneben finden sich Gedenkeinträge für Verstorbene aus Baiern, die dem Umfeld der Familie von Heinrichs II. Frau, der Kaiserin Kunigunde, sowie dem Gebetsgedenken Heinrich des Zänkers im Kloster Niederalteich entstammen könnten.
Gerd Althoff sieht in Heinrich II. den Urheber für die Übertragung der ottonischen Gedenkeinträge aus Quedlinburg nach Merseburg. Aufgrund des Zerwürfnisses zwischen Heinrich II. und großen Teilen des sächsischen Adels habe Heinrich II sich bewusst von Quedlinburg abgewandt und Merseburg zu seinem hauptsächlichen Aufenthaltsort in Sachsen gemacht. Vor dem Hintergrund der Kinderlosigkeit des Herrscherpaares seien zudem keine Erben vorhanden gewesen, denen die Verpflichtung zum Gebetsgedenken hätte übertragen werden können, so dass sie selbst Vorsorge hierfür treffen mussten. Dabei sei die Wahl auf Thietmar und Merseburg gefallen.

## Editionen
- Gerd Althoff, Joachim Wollasch (Hrsg.): Die Totenbücher von Merseburg, Magdeburg und Lüneburg (= Monumenta Germaniae historica. Libri Memoriales et Necrologia. Nova Series. Bd. 2). Hahn, München 1983, ISBN 3-7752-5142-1 (Digitalisat) (Faksimile).
- Ernst Dümmler: Das alte Merseburger Todtenbuch. In: Neue Mitteilungen aus dem Gebiete historisch-antiquarischer Forschungen 11 (1867) S. 223–264 Digitalisat.